# エルジェーベト (ハンガリー王女)
エルジェーベト（Erzsébet, 1207年7月7日 - 1231年11月17日）は、ハンガリー王エンドレ2世とメラーノ公女ゲルトルードの娘。テューリンゲン方伯ルートヴィヒ4世の妻。ドイツ名のエリーザベト（Elisabeth）でエリーザベト・フォン・ウンガルン（Elisabeth von Ungarn）、あるいはエリーザベト・フォン・テューリンゲン（Elisabeth von Thüringen）とも呼ばれる。また、ローマ教皇グレゴリウス9世により列聖され、聖エルジェーベト、聖エリーザベト、聖エリザベートなどとして知られ、11月17日（正式には11月19日）が祝日。カトリック教会・聖公会・ルーテル教会で聖人。日本のカトリック教会では聖エリザベト（ハンガリー）修道女としても知られる。

## 生涯

### 王女から修道女に
ハンガリー王女としてシャーロシュパタク城に誕生した。兄弟は6人おり、ハンガリー王ベーラ4世、ブルガリア皇帝イヴァン・アセン2世の妃となったマリア、列聖されたポルトガル王ディニス1世妃イザベルの祖母にあたるアラゴン王ハイメ1世妃ヨランダなどがいる。また母方の伯母であるシロンスク公ヘンリク1世妃ヤドヴィガ（ヘートヴィヒ）、兄ベーラ4世の娘マルギトもそれぞれ1267年と1943年に列聖、父方の叔母でボヘミア王オタカル1世妃コンスタンツィエが産んだ従妹アネシュカも1989年に列聖されている。
4歳の時にテューリンゲン方伯でルートヴィング家のルートヴィヒと婚約し、テューリンゲンに連れて来られた。当初の婚約者に目されていたヘルマンが夭折したため、その弟のルートヴィヒが婚約者となったのである。ルードヴィング家とヴェッティン家との対立といった神聖ローマ帝国内部の政情をにらんでのもので、王女であり東ローマ帝国皇帝とも親戚に当たるエルジェーベトは貴重な政略結婚の具といえた。
アイゼナハにおいて1221年に14歳でルートヴィヒ4世と結婚。仲睦まじく幸福な結婚生活を送り、三児をもうけた。1223年頃に最初のフランシスコ会修道士がテューリンゲンを訪れ、エリーザベトはアッシジのフランチェスコの教えに触れて信仰心を篤くした。エリーザベトが宮廷を抜け出して、当時忌み嫌われたレプラ患者の救済に従事して非難されたとき、ルートヴィヒ4世は妻を庇った。1226年には高名なフランシスコ会修道士で異端審問官のコンラート・フォン・マールブルクを宮廷に迎えている。
1227年にルートヴィヒ4世が第6回十字軍に従軍 中に疫病のためオトラントで死去し、若くして未亡人となる。長男のヘルマンはまだ5歳だったため、ルートヴィヒ4世の弟ハインリヒ・ラスペがテューリンゲンの摂政となった。おそらくは未亡人の化粧料の取り扱いをめぐってハインリヒあるいは姑に疎まれ、ヴァルトブルク城を追われた。しばらく滞在したアイゼナハでは、豚小屋に住む境遇にまで身をやつしたと伝えられている。それを伝え聞いた伯母がエリーザベトと子供たちを迎えに行き、自らの伯父の居城であるバンベルク城に送った。この伯父はエリーザベトに再婚を薦めたが（その候補には当時独身だった神聖ローマ皇帝フリードリヒ2世もいたという）、拒否して貞節を守った。
1228年に夫の遺骨を修道院に埋葬した後、師父であるコンラートのいるマールブルクに赴く。聖フランシスコ会に入会してテューリンゲンから化粧料の代金として受け取った2000マルクを寄進し、マールブルクに病院を建設して貧民・病人のために尽くした。コンラートによる厳しい監督、監視の下、エリザベート自身も貧民のような生活をしたという。娘ゲルトルートは2歳のときにエリーザベトから引き離されて修道院に送られた。1231年、24歳で死去。

### 聖女
エリーザベトの墓には死の直後から奇跡が起き始め、巡礼が来るようになった。召使のイルムガルトの証言によれば、遺体を3日間だけ公開したところ巡礼者が殺到し、聖遺物としてエリザベートの顔を覆っていた布、爪、果ては指を切り取って持ち去る者があったという。コンラート・フォン・マールブルクから報告を受けたローマ教皇は、エリーザベトの死の翌年に列聖のため調査団を設置し、奇跡や生前の行いを調べさせた。1233年にコンラートが殺害されていったん頓挫するが、エリザベートの義理の兄弟にあたるコンラート・フォン・テューリンゲン（のちドイツ騎士団総長）の尽力により調査が再開された。コンラートはフリッツラーを破壊した罪で破門されていたが、教皇の許しを請うために教会やドイツ騎士団に尽くしていたのだった。1235年の聖霊降臨祭の日、教皇グレゴリウス9世はエリーザベトを列聖した。翌年遺体は祭壇にまつられ列聖の祝いが始まった。「1236年5月1日、皇帝（フリードリヒ2世）はテューリンゲン方伯妃聖エリーザベトの荘厳な葬儀に出席するため、マールブルクを訪れた。彼より先にマインツ、トリーア、ブレーメンの大司教、多数の司教、テューリンゲン方伯ハインリヒ、その弟コンラート、エリーザベトの子供のヘルマンとゾフィー、その他多数の諸侯や貴族、そして無数の民衆がそこに詰めかけていた。豪華な衣装、頭には冠を戴いた皇帝が、最高位の聖職者たちに囲まれて近づき、墓石を持ち上げた。それから彼は聖女に高価な冠を被せ、新しい服に着替えさせ、飾らせ、より美しい墓石の中に葬らせた。かくして、生前は女性の中で一番酷い虐待を受けたエリーザベトは、死後、最高の栄誉に輝いたのだった」。祝いは10日間続いた。テューリンゲン人のこの聖女に寄せる敬慕には特別に厚いものがあったので、その祝いの興奮は子供らにも感染し、1237年 エアフルトの子供達（千人といわれる）は、「≪使徒は遣わされたり≫と唄いながら14キロ程離れたアルンシュタットまで踊り歩き、疲労困憊の末倒れてしまった」。

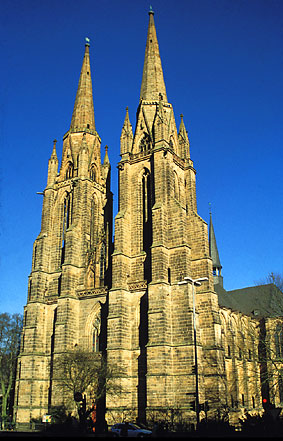
マールブルクのエリーザベト教会

エリーザベトはテューリンゲン、ヘッセン、未亡人、病人、パン焼き職人、織師の守護聖人とされている。マールブルクには巡礼が絶えず、町は経済的に栄え、ヘッセンの中心都市となってゆく。コンラート・フォン・テューリンゲンの属するドイツ騎士団は列聖と同時に彼女の墓所の上に教会を着工し、1283年に完成した。このエリーザベト教会はトリアーの聖母教会と並んでドイツ最古のゴシック建築とされている（聖母教会のほうが数年早いといわれる）。その他彼女の名を冠した教会は各地にある。
列聖の翌年、1236年神聖ローマ皇帝フリードリヒ2世も臨席し、聖遺物として祀るために彼女の遺体から頭部を取り外す儀式「改葬」（translatio）が行われた。フリードリヒにとっては皇帝の権威と信仰心（フリードリヒは裸足に粗末な身なりで儀式に参加した）を見せ付ける儀式でもあったのだが、手紙の中で高貴な生まれのエリーザベトに好意を持っていたことを強調している。彼女の頭骨はフリードリヒ自らの手で冠を被せられて聖遺物容器に入れられた。この容器は現在ストックホルム歴史博物館に所蔵されている。
16世紀の宗教改革の最中、ヘッセンを支配していたヘッセン方伯フィリップ（寛大伯）はプロテスタントに転じてエリーザベト教会もプロテスタント教会に改め、聖遺物崇拝をやめさせるためエリーザベトの遺骨を棺から取り除かせた。紆余曲折の末、彼女の頭骨と脛骨は現在ウィーンの聖エリーザベト病院に祀られている。
2007年はエリーザベトの生誕800年に当たったため、ゆかりの地であるヴァルトブルク、アイゼナハ、マールブルクで大規模な催しが行われた。
貴族階級出身のフランスの政治家モンタランベール（1810‐1870年）は、1835年10月7日から12月23日までベネディクト会の修道院サン＝ピエール・ド・ソレムに滞在した。その間「ローマ教会の成人儀式による」洗礼を受け、『ハンガリーの聖女エリザベトの歴史（1207‐1231年）』（1836年）を執筆している。

## 子女
- ヘルマン2世（1222年 - 1241年） - テューリンゲン方伯
- ゾフィー（1224年 - 1275年） - ブラバント公アンリ2世と結婚
- ゲルトルート（1227年 - 1297年） - アルテンベルク修道院（ヘッセン）の女子修道院長。1348年に列福された。